# Leichtathletik-Weltmeisterschaften 2019/Teilnehmer (Bhutan)
| Gelbes Symbol für Goldmedaillen mit stilisierten Olympischen Ringen | Graues Symbol für Silbermedaillen mit stilisierten Olympischen Ringen | Braundes Symbol für Bronzemedaillen mit stilisierten Olympischen Ringen |
| ------------------------------------------------------------------- | --------------------------------------------------------------------- | ----------------------------------------------------------------------- |
| —                                                                   | —                                                                     | —                                                                       |

Der Leichtathletikverband von Bhutan nahm an den Leichtathletik-Weltmeisterschaften 2019 in Doha teilnehmen. Ein Athlet wurde vom bhutanischen Verband nominiert.

## Ergebnisse

### Männer

#### Laufdisziplinen
| Athlet              | Disziplin | Qualifikation | Qualifikation | Vorlauf | Vorlauf | Halbfinale | Halbfinale | Finale | Finale |
| Athlet              | Disziplin | Zeit          | Platz         | Zeit    | Platz   | Zeit       | Platz      | Zeit   | Platz  |
| ------------------- | --------- | ------------- | ------------- | ------- | ------- | ---------- | ---------- | ------ | ------ |
| Dinesh Kumar Dhakal | 100 m     | 11,64 s NR    | 24            | DNQ     | DNQ     | –          | –          | –      | –      |